# جداء أويلر
في نظرية الأعداد، جداء أويلر (بالإنجليزية: Euler product)‏ هو جداء يمكن من تحويل متسلسلة دركليه إلى جداء غير منته منظم بواسطة الأعداد الأولية. سمي هكذا بسبب الحالة الخاصة لدالة زيتا حيث وجد ليونهارد أويلر هذا الجداء.
في الرياضيات وتحديدا في نظرية الأعداد التحليلية، جداء أولير هو نشر لجداء غير منته، مدلاته الأعداد الأولية.
يمكن من قياس انتشار الأعداد الأولية وهو وثيق الصلة بدالة زيتا لريمان.
سمي على شرف عالم الرياضيات السويسري ليونهارد أويلر.

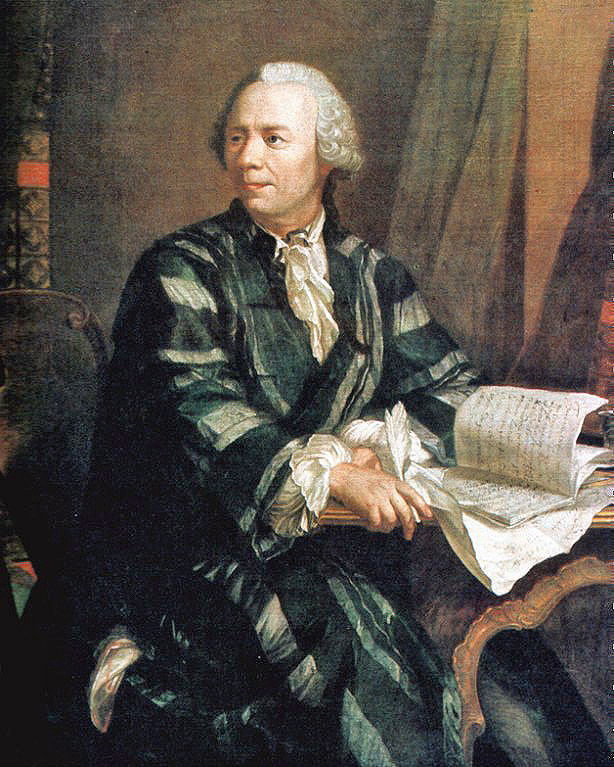
ليونهارد أويلر

## تعريف
بصفة عامة، إذا كانت a دالة جداءية فإن متسلسلة دركليه التي تكتب على الشكل التالي :
{\displaystyle \sum _{n}{\frac {a(n)}{n^{s}}}\,}
تساوي
{\displaystyle \prod _{p}P(p,s)\,}
حيث يؤخذ الجداء عبر الأعداد الأولية وحيث P(p, s) تساوي المجموع
{\displaystyle \sum _{k=0}^{\infty }{\frac {a(p^{k})}{p^{ks}}}=1+{\frac {a(p)}{p^{s}}}+{\frac {a(p^{2})}{p^{2s}}}+{\frac {a(p^{3})}{p^{3s}}}+\cdots }

## أمثلة
في الأمثلة التالية، يشير الرمز {\displaystyle \mathbb {P} } إلى مجموعة الأعداد الأولية.
{\displaystyle \mathbb {P} =\{p\in \mathbb {N} \,|\,p{\text{ is prime}}\}.}
جداء أويلر المرتبط بدالة زيتا لريمان هو :
{\displaystyle {\begin{aligned}\prod _{p\,\in \,\mathbb {P} }\left({\frac {1}{1-{\frac {1}{p^{s}}}}}\right)&=\prod _{p\ \in \ \mathbb {P} }\left(\sum _{k=0}^{\infty }{\frac {1}{p^{ks}}}\right)\\&=\sum _{n=1}^{\infty }{\frac {1}{n^{s}}}=\zeta (s).\end{aligned}}}
{\displaystyle \prod _{p\,\in \,\mathbb {P} }\left({\frac {1}{1+{\frac {1}{p^{s}}}}}\right)=\sum _{n=1}^{\infty }{\frac {\lambda (n)}{n^{s}}}={\frac {\zeta (2s)}{\zeta (s)}}.}
{\displaystyle \prod _{p\,\in \,\mathbb {P} }\left(1-{\frac {1}{p^{s}}}\right)=\sum _{n=1}^{\infty }{\frac {\mu (n)}{n^{s}}}={\frac {1}{\zeta (s)}}}
1. ↑  نصادف مع ذلك تعبير الجداء الأويلري بالنسبة للنشر إلى جداء غير منته، مثل الذي (اكتشف من طرف أويلر) بالنسبة ل sin(x)/x، والذي يسمى حاليا بالأحرى جداء ويرستراس